# National Soccer League 1994-95
La National Soccer League 1994-95 fue la decimonovena edición de la National Soccer League, la liga de fútbol profesional en Australia. El torneo estuvo organizado por la Federación de Fútbol de Australia (FFA). Esta competencia se disputó hasta 2004, para darle paso a la A-League (llamada Hyundai A-League), que comenzó en la temporada 2005-06.
Durante la temporada regular, los clubes disputaron 24 partidos, siendo el Melbourne Knights el que más puntos acumuló, con un total de 70, seguido por el 	Adelaide City con 69. Los seis primeros equipos con mejores puntajes clasificaron a una ronda eliminatoria, para definir a los finalistas. De los seis clasificados a instancias finales, el Adelaide City y Melbourne Knights llegaron a la final que se disputó el 7 de mayo de 1995, en el Hindmarsh Stadium ante 16 000 espectadores.
La final la ganó el Melbourne Knights, por dos goles a cero. Los goles fueron hechos por Andrew Marth a los 36 minutos y Joe Spiteri a los 41 de la primera parte. De esta manera obtuvo el campeonato australiano.
En cuanto a los premios de la competición, el futbolista con más goles fue Mark Viduka del Melbourne Knights con 18 goles, Zoran Matic del Adelaide City el mejor técnico y nuevamente Viduka el mejor jugador del año.

## Equipos
| Equipo            | Ciudad     | Estadio                |
| ----------------- | ---------- | ---------------------- |
| Adelaide City     | Adelaide   | Hindmarsh Stadium      |
| Brisbane Strikers | Brisbane   | Perry Park             |
| Heidelberg United | Melbourne  | Olympic Park (Village) |
| Morwell Falcons   | Morwell    | Falcons Park           |
| Marconi-Stallions | Sídney     | Marconi Stadium        |
| Melbourne Knights | Melbourne  | Knights Stadium        |
| Melbourne SC      | Melbourne  | Sumner Park            |
| Parramatta Eagles | Sídney     | Melita Stadium         |
| South Melbourne   | Melbourne  | Lakeside Stadium       |
| Sídney Olympic    | Sídney     | Belmore Oval           |
| Sídney United     | Sídney     | Edensor Park           |
| West Adelaide     | Adelaide   | Hindmarsh Stadium      |
| Wollongong City   | Wollongong | Brandon Park           |

## Clasificación
| 1                     | Melbourne Knights  | 24 | 16 | 2/2 | 4  | 56 | 25 | +31 | 70 |
| 2                     | Adelaide City      | 24 | 16 | 1/3 | 4  | 41 | 20 | +21 | 69 |
| 3                     | Sídney United      | 24 | 15 | 3/2 | 4  | 34 | 19 | +15 | 68 |
| 4                     | Morwell Falcons    | 24 | 8  | 4/7 | 5  | 41 | 37 | +4  | 47 |
| 5                     | West Adelaide      | 24 | 8  | 5/3 | 8  | 28 | 32 | -4  | 45 |
| 6                     | South Melbourne FC | 24 | 9  | 3/2 | 10 | 42 | 36 | +6  | 44 |
| 7                     | Brisbane Strikers  | 24 | 8  | 3/3 | 10 | 34 | 32 | +2  | 41 |
| 8                     | Wollongong City    | 24 | 8  | 2/2 | 12 | 39 | 46 | -7  | 38 |
| 9                     | Sídney Olympic     | 24 | 8  | 1/3 | 12 | 27 | 34 | -7  | 37 |
| 10                    | Marconi Fairfield  | 24 | 6  | 4/3 | 11 | 34 | 43 | -9  | 35 |
| 11                    | Melbourne SC       | 24 | 6  | 4/2 | 12 | 20 | 37 | -17 | 34 |
| 12                    | Parramatta Eagles  | 24 | 7  | 2/1 | 14 | 25 | 34 | -9  | 33 |
| 13                    | Heidelberg United  | 24 | 6  | 1/2 | 15 | 27 | 53 | -26 | 28 |
| Estadísticas finales. |                    |    |    |     |    |    |    |     |    |

|  |                                                 |
|  | Clasificados a las rondas finales.              |
|  | Equipo relegados a las competiciones regionales |

## Rondas eliminatorias

### Semifinal 1
- Adelaide City 1-0 Melbourne Knights[6]
- Sídney United 1-0 (1-1) West Adelaide[7][8]
- Morwell Falcons 0-1 (1-5) South Melbourne[9][10]

### Semifinal 2
- Adelaide City 2-1 (3-1) Melbourne Knights[11]
- Sídney United 1-3 South Melbourne[12]

### Final preliminar
- Melbourne Knights 3-2 South Melbourne[13]

### Final
- Adelaide City 0-2 Melbourne Knights[5]

## Premios
- Jugador del año: Mark Viduka (Melbourne Knights)[1]
- Mejor jugador categoría sub-21: Mark Viduka (Melbourne Knights)[1]
- Goleador: Mark Viduka (Melbourne Knights - 18 goles)[1]
- Director técnico del año: Zoran Matic (Adelaide City)[1]